# 卢切市镇

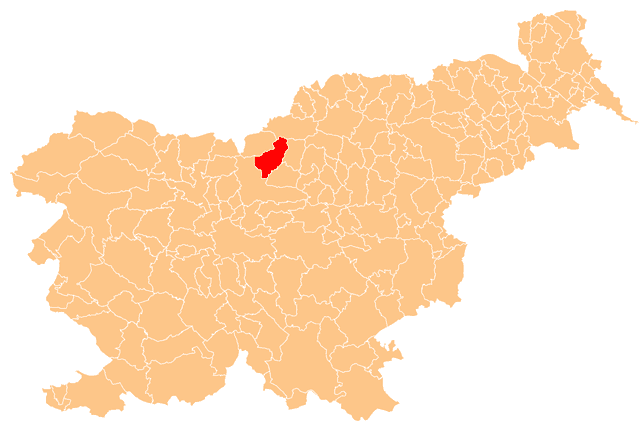
卢切市镇於斯洛維尼亞的位置

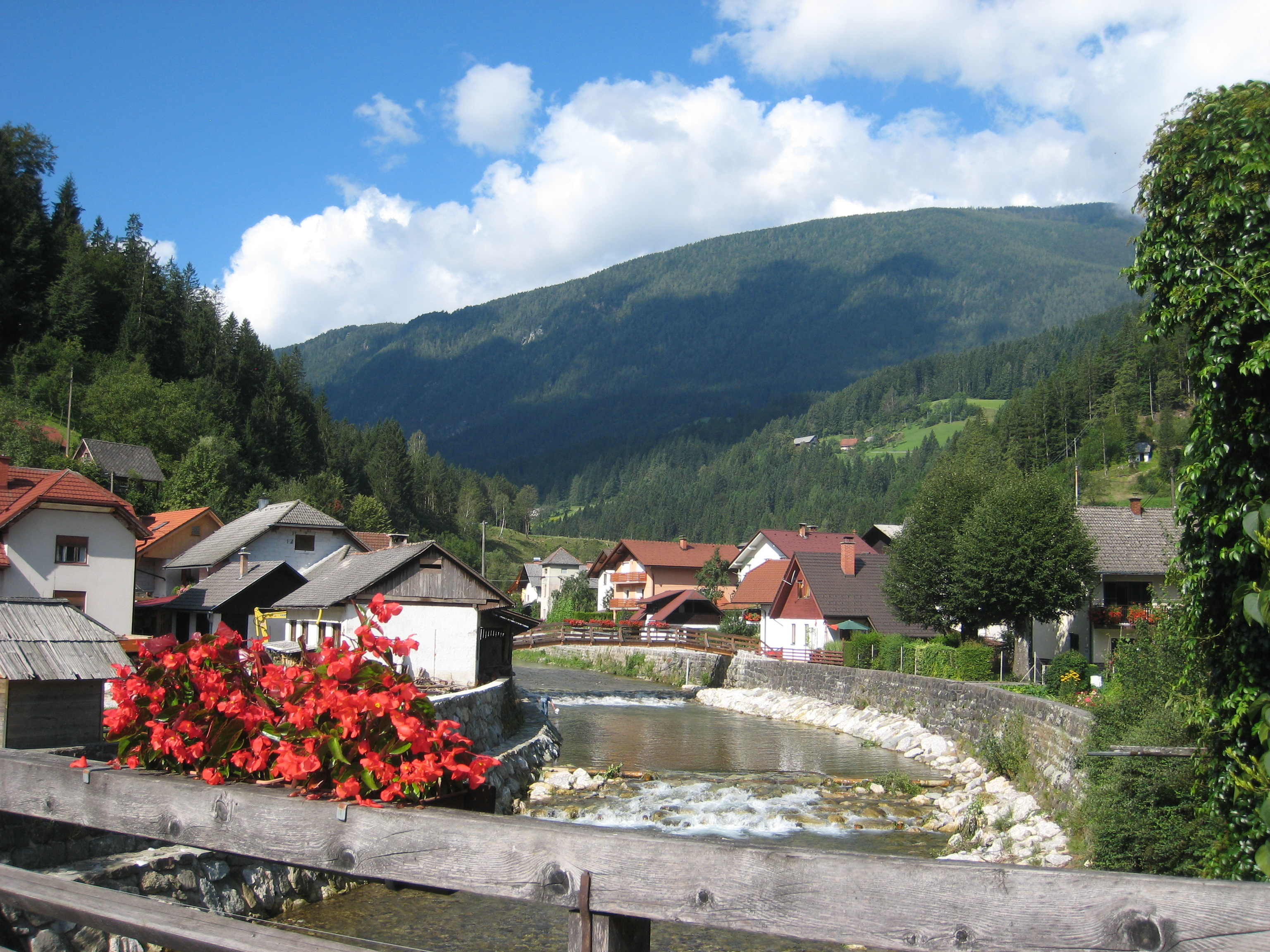
卢切

卢切市镇是斯洛文尼亞北部的一個市镇，行政中心為盧切。面積109.5平方公里，2002年人口1609。